# Ludmila Matušů
Ludmila Matušů[zdroj?] , roz. Komeštíková (* 17. března 1963, Praha) je československá hráčka basketbalu. Je vysoká 196 cm.

## Sportovní kariéra
V basketbalovém reprezentačním družstvu Československa v letech 1980 až 1983 hrála celkem 53 utkání a má podíl na dosažených sportovních výsledcích. Zúčastnila se kvalifikace na Olympijské hry 1980 (Varna, Bulharsko) - 8. místo a dvou Mistrovství Evropy 1981, 1983, na nichž získala bronzovou medaili za třetí místo 1981. S družstvem Československa na Mistrovství Evropy kadetek v roce 1980 (Pécs, Maďarsko) skončila na 5. místě, na Mistrovství Evropy juniorek v roce 1979 (Messina, Itálie) získala třetí místo a v roce 1981 (Kecskeméth, Maďarsko) páté místo.
V československé basketbalové lize žen hrála celkem 7 sezón (1978-1985) za družstvo VŠ Praha, s nímž získala v ligové soutěži čtyři tituly mistra Československa (1981-1985), jedno druhé místo (1981) a dvě třetí místa (1978-1990). Je na 98. místě v dlouhodobé tabulce střelkyň československé ligy žen za období 1963-1993 s počtem 1509 bodů.
S klubem VŠ Praha hrála ..7 ročníků Poháru mistrů evropských zemí v basketbalu žen (PMEZ), v ročníku 1984 prohra v semifinále proti Levski Spartak Sofia (Bulharsko), ...čtyřikrát účast ve čtvrtfinálové skupině. V Poháru vítězů pohárů (Ronchetti Cup) družstvo hrálo 3 ročníky (1979-1985), bylo vyřazeno v semifinále 1981 (Spartak Moskva) a dvakrát hrálo ve čtvrtfinále (1979, 1982).  

## Sportovní statistiky

### Kluby
- 1978-1985 VŠ Praha, celkem 7 sezón a 7 medailových umístění: 4x mistryně Československa (1981-1985), 1x vicemistryně Československa (1981), 2x 3. místo (1978-1980)

### Evropské poháry
S klubem VŠ Praha - je uveden (počet zápasů, vítězství - porážky) a výsledek v soutěži
- Pohár mistrů evropských zemí v basketbalu žen (PMEZ) - celkem 3 ročníky poháru (1983-1985)
  - 1984 - v semifinále vyřazena od Levski Spartak Sofia (Bulharsko)
  - 1985 - ve čtvrtfinále vyřazena od Agon 08 Dusseldorf (NSR), 1983 účast ve čtvrtfinálové skupině,
- Pohár vítězů pohárů - Ronchetti Cup - celkem 3 ročníky (1978-1988)
  - 1x prohra v semifinále 1981 (Spartak Moskva), 2x účast ve čtvrtfinále (1979, 1982)

### Československo
- Kvalifikace na Olympijské hry 1980 Varna, Bulharsko (63 bodů /9 zápasů) 8. místo
- Mistrovství Evropy: 1981 Ancona, Itálie (25 /7) 3. místo, 1983 Budapešť, Maďarsko (19 /4) 6. místo, celkem na 2 ME 44 bodů a 11 zápasů
- 1980-1983 celkem 53 mezistátních zápasů, v kvalifikaci na OH a ME celkem 107 bodů v 20 zápasech
- Mistrovství Evropy kadetek 1980 Pécs, Maďarsko (72 /8) 5. místo
- Mistrovství Evropy juniorek 1979 Messina, Itálie (78 /7) 3. místo, 1981 Eger, Maďarsko (95 /6, nejlepší střelkyně) 5. místo